# Tvåkronan

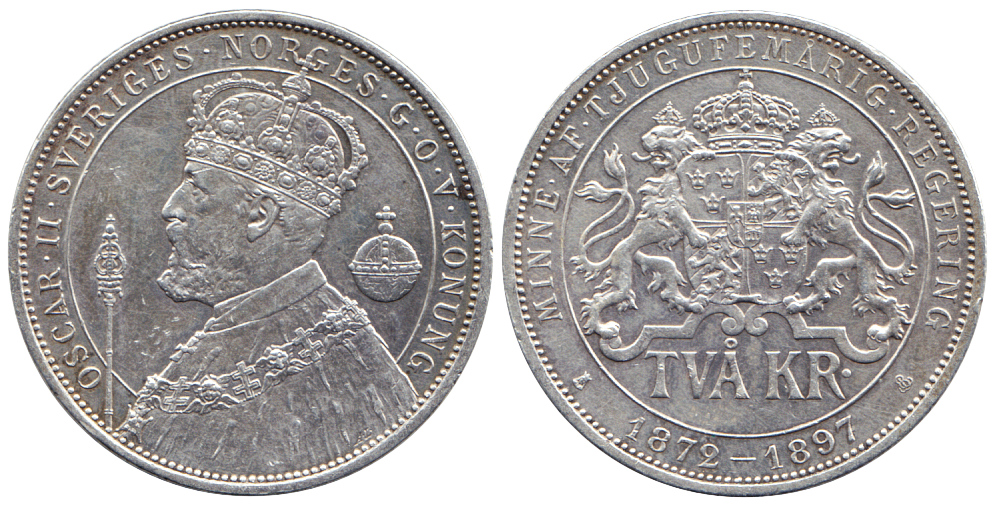
Tvåkronan 1897, Oskar II

Tvåkronan är ett mynt som har ett värde av två kronor. Tvåkronan finns bland annat i Danmark, Norge och Sverige.

## Svensk tvåkrona
En ny svensk tvåkrona återlanserades i oktober 2016. (Däremot finns det två kronor präglade med År 2019 och 2020 också samt i mycket begränsning 2015. Men det gäller inte med de övriga svenska mynten.) Den är kopparfärgad, väger 4,80 gram, har en diameter på 22,50 millimeter och en tjocklek på 1,79 millimeter. Myntet är formgivet av Ernst Nordin.
Tvåkronor har tidigare präglats under tiden 1876–1971, varav de fram till 1966 innehöll silver. De var 31 mm i diameter och hade porträtt av respektive kung, Oskar II, Gustav V och Gustav VI Adolf. De var giltiga betalningsmedel till och med 30 juni 2017. Minnesmynt i silver med valören 2-kronor som givits ut av Riksbanken under 1900-talet är dock fortfarande giltiga betalningsmedel.